# Kontio (ö i Södra Savolax)
Kontio är en ö i Finland. Den ligger i sjön Synsiä och i kommunen Kangasniemi i den ekonomiska regionen  S:t Michel och landskapet Södra Savolax, i den södra delen av landet, 230 km norr om huvudstaden Helsingfors. Öns area är 1,1 hektar och dess största längd är 210 meter i nord-sydlig riktning.